# Biblia olivetana
La Biblia Olivetana o Biblia Liberiana es el nombre de la primera edición de la traducción francesa de la Biblia protestante. También era conocida como "Biblia de los Mártires" por los historiadores protestantes, en referencia a las feroces represiones de que fueron objeto en el Piamonte, Provenza y Calabria. Fue publicada en 1535 en la imprenta de Pierre de Wingle, ubicada en la rue des Moulins, en Neuchâtel. Durante mucho tiempo se pensó que la imprenta estuvo ubicada en el distrito de Serrieres, al este de la ciudad de Neuchâtel, debido a la abundancia de fábricas de papel en ese distrito. Esto hizo que, tradicionalmente, la Biblia también se haya llamado la "Biblia de Serrières".

## Las fuentes
Pierre Robert Olivétan se basó principalmente en el Antiguo Testamento hebreo de los masoretas y, para el Nuevo Testamento, en el griego de Erasmo de Róterdam. También disponía, para el texto hebreo del Antiguo Testamento, de las tres primeras ediciones impresas (el Pentateuco) del Texto Masorético (1488, 1491 y 1494), la última de las cuales fue utilizada por Martín Lutero. Para el griego del Nuevo Testamento, pudo tener acceso a las primeras cuatro ediciones del Novum Instrumentum Omine de Erasmo de Róterdam (1516, 1519, 1522, 1527).
Tenía una biblioteca excepcional para su tiempo, cuya lista parcial nos llegó gracias a una carta que Christophe Fabri, pastor de Thonon y uno de los ejecutores del testamento de Olivétan, dirigió a Juan Calvino, que se había refugiado en Estrasburgo el 5 de septiembre de 1539. Esta lista incluía 70 obras que conforman el legado que pertenece a los hermanos Calvino. En particular, incluía:
- Una versión de la Biblia Hebrea publicada en Venecia por Daniel Bomberg.

- Un diccionario y gramática Hebrea, y varios otros trabajos publicados por Sebastian Münster.

- Una versión del Nuevo Testamento de Erasmo de Róterdam, anotada.

- La gramática griega de Philippe Melanchthon y la de Jacob Ceporini.

- La Ilíada de Homero en griego.

- Los comentarios de John Œcolampade sobre los libros de Job y Ezequiel.

- La traducción y comentario en alemán del Libro del Eclesiastés por Jean Brentz.

- Una traducción alemana de la Biblia por los pastores de Zúrich entre 1527 y 1529.

- Una costosa edición de las obras de San Juan Crisóstomo en latín.

- Los rudimentos de la gramática latina de Aelius Donatus.

- Una versión de la Biblia de Lutero.

- La dialéctica y la retórica de Felipe Melanchthon.

- Una versión de la Biblia latina de Robert Estienne.

- Una versión de la Biblia en italiano de Antonio Brucioli.

- Gargantúa y Pantagruel de François Rabelais.

El trabajo de Pierre Robert Olivétan se basa en una documentación rica y variada, incluso si se puede suponer que lleva a los Alpes solo una pequeña parte de esta colección de volúmenes a menudo pesados.

## El impacto
La Biblia de Olivétan es una obra pionera con un impacto triple en la historia:
- En la historia de la exégesis, por la voluntad de recuperar las fuentes anteriores a la de la Vulgata y por agrupar bajo el título de "Libros de libros apócrifos" los textos que no aparecieron en el Canon palestino.

- En la historia de la teología, no solo porque ahora se puede acceder al texto en una lengua viva, sino también porque las notas que acompañan a la traducción sugieren una interpretación.

- En la historia de la lengua francesa, porque el traductor trató de hacer comprensibles ciertas nociones de teología y exégesis a los lectores que hablaban dialectos muy diferentes del francés.

## El plan
Una de las innovaciones de la Biblia de Oliveta, en comparación con las ediciones de la Vulgata de este período, que comprenden dos o tres partes (Libros del Antiguo Testamento, Nuevo Testamento y Deuterocanón, desprendidos o no del Antiguo Testamento), se encuentra en su estructura en cuatro partes:
- Textos preliminares (prefacio, "Apología del traductor", etc ...)
- Antiguo Testamento (sin los libros proféticos)
- Libros proféticos
- libros apócrifos
- Nuevo Testamento

Tal disposición fue adoptada para permitir una tirada de entre 600 y 1,300 copias (pero, probablemente, 900) usando dos prensas en paralelo durante un período de aproximadamente tres meses.
En esta versión de la Biblia, Pierre Robert Olivetan usa, por primera vez, el término "El Señor" para traducir el tetragrammaton יהוה, YHWH (YAHWEH) de la Biblia hebrea, pero retiene, en algunos lugares, la forma de Jehová. El uso de esta traducción ha sido generalizado por Theodore de Bèze.

## Tipografía
La primera edición de la Biblia Olivetana, realizada en 1535 por Pierre de Vingle en Serrières con un material obsoleto que utiliza fuentes bastardas de escritura gótica que carecen de acentos, puntos o guiones, no satisfizo a Pierre Robert Olivetan, quien, ya en 1533, en "La instrucción de los niños", había indicado sus preferencias por lo que entonces se consideraban innovaciones en la escritura del francés. Tampoco gustó a a Guillaume Farel, el cual, después de la muerte de Pierre de Vingle, anima a Jean Girard (o Jean Gérard), un impresor valdense de Susa cuyas prensas ya contaban con los caracteres actuales, a instalarse en El cantón de Ginebra, ni al Consejo de Ginebra, que marca, desde 1539, su preferencia por la producción de Jean Girard. 

## Un fracaso comercial
La Biblia de Oliveta se vendió mal. A la muerte de Pierre de Vingle, en 1536, su sucesor en el negocio, el impresor de Ginebra Jean Michel compró no solo su equipo, sino también su producción no vendida que incluye "cierta cantidad de Biblias y otros libros". La tipografía que utilizan Pierre de Vingle y Jean Michel es la causa principal de este fracaso comercial: la escritura gótica Schwabacher, que todavía es común en las publicaciones en francés alrededor de 1535, casi desapareció cinco años después.
Los compradores potenciales en la segunda mitad de la década de 1530 ya compartían la impresión de una escritura obsoleta y difícil de leer que los lectores de hoy experimentan en esta edición. Esto también explica, sin duda, la gran cantidad de copias intactas, en comparación con la Biblia de Gutenberg, por ejemplo, de la Biblia Olivetana que se han conservado: han servido muy poco.
La Biblia de Olivetan ha sido, casi desde su publicación, una obra prestigiosa por su antigüedad pero que ha sido reemplazada, en el uso diario, por ediciones más accesibles para los lectores.

## "Biblia de la Espada"
La Biblia de Oliveta, con algunas correcciones del Nuevo Testamento, se vuelve a publicar en Jean Girard, Ginebra, en 1540 con una portada que lleva una mano que dibuja una espada en el cielo. Este dibujo es la marca de la impresora, pero vale para las ediciones que se publican sucesivamente bajo la supervisión de Juan Calvino y Théodore de Bèze, el nombre de "Biblia de la Espada". Jean Girard, desde su instalación en Ginebra, alrededor de 1536, solo imprime en caracteres romanos. En las obras que salen de sus imprentas, las letras minúsculas tienen acentos, la coma se usa para puntuar. Además, Jean Girard es probablemente el inventor del guion. Regresa en esta edición a un plan de tres partes (Antiguo Testamento, Nuevo Testamento y Libros deuterocanónicos).

## Biblia de Ginebra (francesa)
El trabajo de Olivetan es la base de la "Biblia de Ginebra" de Juan Calvino en 1560, y de su revisión en 1588 por Theodore de Beze y Corneille Bertram. El propósito de estas revisiones es, principalmente, borrar las expresiones que inducen polémicas en las controversias doctrinales y teológicas que afectan a las iglesias calvinistas y que persisten incluso más allá del Sínodo de Dord. La Biblia de 1588 se reimprimió durante cien años en Lyon,Caen, París, La Rochelle, Sedan, Niort, Países Bajos, Basilea., y en la Suiza francófona. El francés cambiando rápidamente durante este periodo, y el texto termina convirtiéndose incomprensible para los fieles. En 1675, Pierre Bayle relató los comentarios de un consejero católico de Sedan que le trajo las críticas a los monjes católicos que fueron a escuchar la predicación de Pierre Jurieu y que se sorprendieron al escuchar expresiones tomadas de la Biblia, tales como: "Para pelear la buena batalla" (2 Timoteo 4: 7), "la iniquidad de Efraín está enfotada" (Oseas 13:12), "para ofrecer los bouveaux de nuestros labios" (Oseas 14: 2). Pierre Bayle se compromete, en colaboración con el orador Richard Simon. Una nueva traducción, pero la Revocación del edicto de Nantes impide su publicación.

## Biblia de David Martin
El Sínodo de la carga Iglesias valonas al final de la xvii siglo, David Martin para desarrollar una nueva traducción. Publicó su traducción del Nuevo Testamento en 1696, y la de la Biblia completa en 1707. David Martin, cuya beca es grande, acompaña el texto de la Biblia muchas notas interesantes, pero a veces el texto mismo mérito, de acuerdo con Paul Stapfer, el galimatías adjetivo.

## "materia Biblia"
La traducción de David Martin es repetida por Pierre Roques, pastor en Basilea en 1736, luego Samuel Scholl, pastor en Bienne en 1746, pero están eclipsados por la revisión de la "Biblia de Ginebra (francesa)" por Jean-Frédéric Osterwald que se publica. En 1744 y cuyo éxito es inaudito. Ella, a su vez, modificaciones a lo largo del xix siglo.
- Datos: Q94261922
- Multimedia: Bible d'Olivétan / Q94261922